# Beroun-Centrum
Beroun-Centrum je část města Beroun v okrese Beroun, kterou tvoří historické jádro města v rozsahu někdejšího městského opevnění, které se zčásti dochovalo. Nachází se na levém břehu Berounky. Ze západní, severní a jižní strany ji obklopuje místní část Beroun-Město, tok Berounky i s ostrovem a částí levého břehu patří k místní části Beroun-Závodí.
Beroun-Centrum leží v katastrálním území Beroun o výměře 23,99 km2.

## Historie
První písemná zmínka o vesnici pochází z roku 1088.
Od 1. ledna 1980 se stala součástí města Beroun.

## Obyvatelstvo
| Rok            | 1869  | 1880  | 1890  | 1900  | 1910  | 1921   | 1930  | 1950   | 1961   | 1970 | 1980 | 1991 | 2001 | 2011 | 2021 |
| -------------- | ----- | ----- | ----- | ----- | ----- | ------ | ----- | ------ | ------ | ---- | ---- | ---- | ---- | ---- | ---- |
| Počet obyvatel | 2 316 | 2 659 | 3 351 | 3 087 | 2 846 | 11 448 | 2 101 | 13 212 | 15 536 | 990  | 440  | 255  | 251  | 470  | 921  |
| Počet domů     | 107   | 191   | 202   | 209   | 210   | 209    | 211   | 2 002  | 2 193  | 206  | 96   | 82   | 73   | 108  | 119  |